# Древнеегипетская религия
Древнеегипетская религия — система религиозных верований и ритуалов, практиковавшихся в Древнем Египте, начиная с додинастического периода и до принятия христианства. За свою многотысячелетнюю историю древнеегипетская религия прошла через различные этапы развития: от Древнего, Среднего и Нового царств до позднего и греко-римского периода. Окончательный упадок и исчезновение претерпела к VI в. н. э.
Древнеегипетская религия традиционно считается политеистической, хотя в древнем Египте присутствовал ряд культов, имевших генотеистический характер, а также недолго просуществовал культ атонизма, который имеет признаки монолатрии. Этот факт иногда приводит к смешению понятий, некоторые (напр., А. Б. Зубов) строят теории о скрытой монотеистичности древнеегипетской религии, проводят связи между религией Египта и Израилем.
Христианство, которое сменило египетскую религию, характеризовало её как одну из форм язычества. Таким же термином её называют последователи кеметизма.

## Ранние верования
| Древнейшие фетиши: |            |
| Имиут              | столб Джед |

Доисторические племена долины Нила, как и представители других первобытных культур, во всех многообразных предметах и явлениях природы, недоступных их пониманию, видели проявления могущественных таинственных сил. Типичной формой ранней религии для них являлись фетишизм и тотемизм, испытывавшие различные изменения, под влиянием перехода населения от кочевничества к оседлому образу жизни. Наиболее известные древнеегипетские фетиши: Имиут, камень Бен-Бен, столб Иуну, столб Джед; также от древних фетишей ведут происхождение общеегипетские религиозные символы: Анх, Уаджет, Уас.
В значительной степени на верования первобытных египтян, как и на всю их жизнь, воздействовал Нил, ежегодный разлив которого наносил на берега плодородную почву, что позволяло собирать хорошие урожаи (олицетворение благодетельных сил), но иногда он вызывал значительные бедствия — наводнения (олицетворение сил губительных для человека). Периодичность разлива реки и наблюдение за звёздным небом, позволило с достаточной точностью создать древнеегипетский календарь, благодаря этому египтяне рано овладели основами астрономии, что также отразилось на их верованиях. В возникающих первых поселениях-городах египтян имелись различные божества, свои для каждой отдельной местности, обычно в форме материального фетиша, но значительно чаще в виде животного — тотема.

## Культ животных
Считается, что сначала египтяне почитали животных за их мощь и силу, вызывавшие ужас и страх у человека. В дальнейшем же возникло представление о том, что определённые животные являются вместилищем божественного начала.
Обожествление животных в династическом Египте имело место на протяжении веков, восходя к доисторическому тотемизму, с которым в ряду случаев было сильно сближено, фактически составляя явления одного порядка. Номы и города часто сопоставлялись и были связаны со своими богами-животными, что отражалось в их названиях (см. список номов Древнего Египта), также многие иероглифы египетского письма представляли собой символы зверей, птиц, пресмыкающихся, рыб и насекомых, являвшихся идеограммами обозначавшими каких-либо божеств:
| G39 |

| G39 |

| E15 |

| E15 |

| G14 |

| G14 |

| I3 |

| I3 |

| E21 |

| E21 |

| G26 |

| G26 |

| I10 |

| I10 |

| E34 |

| E34 |

| G5 |

| G5 |

### Быки и коровы
| Богиня-небо в виде коровы: | Божества-быки: | Божества-быки: |
| Нут                        | Мер-Ур         | Хеп            |

Крупный рогатый скот обожествлялся, выступая как символ благоденствия, изобилия и плодородия. Постепенно культ скота трансформировался от тотемических верований к антропоморфным богам, с которыми существовали разнообразные виды быка (коровы) и соответствующего ему мифологического образа бога: 1) полное тождество 2) бык (корова) как земное воплощение божества 3) как атрибут божества. Основным регионом почитания быков и коров был Нижний Египет, где египтяне больше занимались скотоводством, в связи с большим количеством пастбищ; центры культа были в городах Инбу-хедж (Мемфис), Иуну (Гелиополь), и также в Верхнем Египте — в городе Иуни (Гетмонтис).
- боги принимавшие образы быков — Атум, Осирис;
- богини-коровы — Ихет, Метуер, Нут, Хесат, Хатхор;
- божества-быки — Бех (Бухис), Ка-Кау (Каихос), Мер-Ур (Мневис), Хеп (Апис);
- боги слияния культов с быком Хепом (Аписом) — Апис-Атум, Апис-Осирис, Серапис.

### Гиппопотам
В некоторых мифах — враги Ра, слуги Сета, могли выступать в виде гиппопотамов.

### Змея
Амаунет (Амонет) — в египетской мифологии женская форма бога Амона (впоследствии вытеснена в качестве пары Амона богиней Мут). Амаунет изображалась с головой змеи или в образе змеи. Под землёй бога Ра подстерегает бог тьмы Апоп. Его египтяне представляли в виде змея.

### Крокодил
Весь период истории Древнего Египта в различных областях почитались обожествлённые крокодилы. Выбирались отдельные, «верховные», особи, становившиеся местными божествами, которых окружали почётом, им возносились молитвы и приносились жертвы в храмах, где они содержались. 
Основные центры культа в Верхнем Египте — I ном: город Небут (греч. Омбой, рим. Омбос), IV ном: город Уасет (греко-рим. Фивы), XXI ном: город Шена-хен (греч. Крокодилополь, греко-рим. Арсиноя).
- с формированием культа антропоморфных богов, некоторые из них сохранили зооморфные черты крокодила и он считался их воплощением на земле — Себек, Себектет;
- зооморфные черты крокодила были у чудовища Амимит;
- в некоторых мифах враги Ра, слуги Сета, могли выступать в виде крокодилов.

### Лев, кошка
С кошачьими в египетской мифологии ассоциировалось большое количество божеств. Со львицами отождествлялись Сехмет, Тефнут, Мафдет и нубийская Шезметет. Их культ носил локальный характер. Львы символизировали могущество и мощь богов и фараона.
Многие боги, включая Амона, могли изображаться в образе сфинкса; некоторые — непосредственно как львы (например, двуглавый лев Акер — страж горизонта, бог вчера и завтра). Бастет, богиня с головой кошки, изначально считалась оберегающей, воинственной львицей. Её образ с течением времени претерпел изменения: она начала отождествляться с приручёнными кошками.
С образом Льва были связаны Ра, Гор и др. В Древнем Египте лев был эмблемой двух противопоставленных друг другу образов — Вчера и Сегодня.

### Сокол (или ястреб)
Божества-соколы почитались под разными именами во многих областях Египта и Нубии, но все они, как правило, были связаны с небом и солнцем. Постепенно их культ трансформировался от тотемических верований к антропоморфным богам, поклонение которым между разными областями переплеталось и объединялось, иногда, наоборот, ещё больше дифференциируясь на ипостаси.
- основное божество-сокол — Гор (греч. соответствие по Геродоту — Аполлон)[6].
  - его ипостаси[7]: Харвер (греч. Хароерис), Гарпократ, Гармахис, Хорахти, Хор Бехдетский, Хор-Сематауи, Хор Хекенский и др.
  - отождествления Хора — 
+ Ра → Ра-Хорахте, Хоремахет, Хор-па-Ра;
+ Амон + Ра → Амон-Ра-Хорахти
+ Монту + Ра → Монту-Ра-Хорахти
- прочие божества-соколы (иногда отождествлялись с Хором) — Монту, Немти, Сопду.

## Погребальный культ
Мысли о необходимости сохранения тела для будущей жизни привели к возникновению культа умерших, прошедшему через всю египетскую культуру. Культ умерших был для египтян не отвлечённой религиозной обязанностью, а как бы практической необходимостью. Искусство Древнего Египта выросло из религиозных представлений египтян.
Убеждение в том, что человек после смерти продолжает существовать в месте своего погребения, привело к изобретению мумификации — особой консервации тела. Первым мастером мумификации считался сам бог Анубис — бог бальзамирования, владыка древнеегипетского некрополя, проводник душ умерших, сделавший мумию Осириса.
Осирис один из старейших богов, которому в Египте поклонялись с древнейших времён, первоначально олицетворял собой заходящее солнце. Но в дальнейшем Осирис становится богом загробного мира. После того как его убивает его брат Сет и воскрешает жена и сестра Исида, а его сын Гор (покровитель живущих фараонов, его изображали в виде сокола) мстит за смерть отца. Осирис обычно изображается с анхом — символом жизни — в одной руке и скипетром — в другой.

### Мумификация
Основная статья: Мумификация в Древнем Египте
Одним из важнейших аспектов погребального культа является мумификация или бальзамирование тела умершего, проводившаяся жрецами определённого сана. Примитивные мумии, обработанные консервирующими веществами и обёрнутые несколькими слоями ткани, найдены в комплексах, которые относят к началу династического периода. Ко времени V династии в этой области уже были достигнуты определённые успехи. Через разрез на нижней части тела извлекали внутренние органы человека, оставляя на месте только сердце, а образовавшуюся пустоту заполняли льняной тканью и благовониями. Мумию укладывали в вытянутом положении. В эпоху Нового царства этот процесс усовершенствован. Через специально проделанное в черепе покойника отверстие стали извлекать мозг, а ткань пропитывали веществами, предохранявшими её от тления.
Наивысшего расцвета искусство мумификации достигло в эпоху XXI и XXII династий. На коже покойника делали несколько разрезов; под кожу вводили песок и глину для придания останкам формы живого человека и раскрашивали его красной охрой. Умершему красили губы и щёки в красный цвет, вставляли искусственные глаза, тело туго запеленывали в ткани со сложным разноцветным узором и обычно помещали в деревянный саркофаг, который вырезался антропоморфной формы.
Практически все мумии из Нижнего Египта утрачены. В Верхнем Египте значительное их количество сохранилось в поразительно хорошем состоянии, в том числе мумии наиболее известных фараонов — Тутанхамона, Тутмоса III, Тутмоса IV, Аменхотепа II, Сети I и Рамсеса II (все ныне находятся в Национальном музее египетской цивилизации).
Погребальный культ включает в себя множество составляющих, помимо обрядов и ритуалов. Последним составляющим является место захоронения человека, для фараонов и знати — это пирамиды и гробницы, для простого человека — пески Саккары.

### Концепция души
Представления о душе менялось со временем от Древнего до Нового царств. Древние египтяне верили, что душа состоит из нескольких частей:
- ба (bʒ) — духовная сущность (покидает тело и бродит по миру, вселяясь в разных животных)[8] в виде птицы с головой человека[9];
- ка (k3) — двойник[10], жизненная сущность (живёт в статуе гробницы и питается подношениями)[8], черты характера или судьба человека[9].
- хат (ẖt) — физическое тело, не способно жить без Ка.
- сах (saḥ) — духовное тело[11], «священные останки» после мумификации[12].
- рен (rn) — имя, личность, жизненный опыт (бывает даже у богов).
- шуит (šwt) — тень[13]
- ах (3ḫ — «сияющий») — реальный дух (путешествовал в загробном мире и вкушал его радости)[8] изображался ибисом с хохолком[9], человек обретает ах после ритуала отверзания уст.
- сехем (sḫm) — объединённые духи покойного, успешно прошедшего переход в загробный мир[10].
- иб (jb) — сердце[14]

## Монотеизм в древнеегипетской религии
С точки зрения современного религиоведения, древнеегипетская религия является сугубо политеистической. Тем не менее, существует известная путаница между понятием монотеистических тенденций, выделением главных богов, и монотеизмом.
После изгнания гиксосов — иноземных завоевателей в XVII в. до н. э. столицей Древнего Египта стал город Фивы, а бог этого города Амон сделался главным богом Древнего Египта. Часто повторяется точка зрения, что древнеегипетская религия, лишь по причине наличия в ней главных богов, коим, безусловно, являлся Амон, является уже по сути монотеистической, или была монотеистической неявно. Иногда утверждается, что даже культы некоторых из ранних богов вроде Хора, Ра, Осириса, Птаха были по факту монотеистическими, и всё множество древнеегипетского пантеона богов сводится к почитанию всего нескольких или одного из них.
Многие египтологи и историки XIX — начала XX века строили весьма сложные теории так называемого «Египетского монотеизма», в некоторых из которых постулировалось, что египетский пантеон всегда представлял только одного бога, а разделение его на разных богов с разными функциями было нужно лишь для лучшего понимания религии простыми людьми. При отсутствии монотеистической предвзятости, все теологические и лингвистические вопросы касательно монотеизма в древнеегипетской религии разумно объясняются в контексте имевших место монотеистических тенденций.
Интересно, что все теории о древнеегипетском монотеизме в той или иной мере связаны со специфичным и характерным для ранней европейской египтологии подходом к изучению египетской культуры, начало которому положил Марсилио Фичино, стремившийся объединить богословие (а особенно христианское откровение), магию и науку. После распространения его идей, появились авторы, предпринимавшие попытки заполнить религиозный пробел (провести прямую связь) между Египтом и Израилем (а далее — Христианством), постулируя изначальный и неявный, скрытый монотеизм в древнем Египте, впоследствии якобы перешедший в Израиль.

### Атонизм
В XIV веке до н. э. значительные религиозные реформы проводил Аменхотеп IV (Эхнатон), который ввёл культ Атона, относительно которого среди религиоведов XX века также разгорались споры. Одни полагали, что это монотеистический культ, а другие считали его политеистическим.
Зигмунд Фрейд в работе «Моисей и монотеизм» высказал мнение, что культ Атона наложил серьёзный отпечаток на формирование и развитие иудейского монотеизма и предшествовал его появлению, поскольку ветхозаветный пророк Моисей, проживавший на территории Древнего Египта предположительно во время правления Эхнатона, мог воспринять многие идеи местного религиозного культа (Адонай).
Другие считают, что Эхнатон практиковал единый культ (генотеизм или монолатрия) Атона не потому, что не верил в существование других богов, а потому, что воздерживался от поклонения любым богам, кроме Атона. Реформа Эхнатона была не только религиозной, но также культурной, всеохватывающей, созданной инициативой самого Эхнатона.
После смерти Эхнатона Египет снова возвратился к политеизму с главным божеством Амоном-Ра.